# Trichiasis

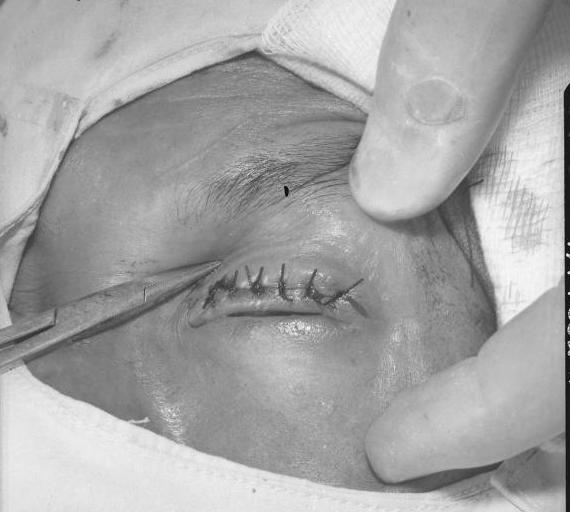
Chirurgie d'un trichiasis et d'un entropion secondaires à un trachome

Un trichiasis est une inflexion des cils vers l'œil, ce qui provoque une irritation de la cornée (kératite) responsable de douleurs. 
Le cil trichiasique est d'orientation anormale mais de position normale (sur la ligne ciliaire), contrairement au cil distichiasique (distichiasis) qui n'est pas en position normale (en dehors de la ligne ciliaire)
Il peut être congénital ou acquis.  
Si le bord libre palpébral est mal positionné en interne, causant un frottement global des cils sur la cornée, on parle alors d'entropion (bascule du bord de la paupière vers l'intérieur de l'œil), parfois lié à l'âge. 
Il peut faire suite à un processus cicatriciel, après une brûlure ou une plaie de la paupière, ou à une réaction inflammatoire, entre autres en cas de trachome.
Les traitements visant à supprimer le frottement des cils sur la cornée sont :
- un trichiasis isolé limité à un ou deux cils peut bénéficier d'une épilation simple, ayant l'inconvénient d'entraîner souvent une récidive
- un trichiasis limité récidivant peut être traité par destruction du follicule ciliaire au laser argon,
- un trichiasis fait de plusieurs cils regroupés sur un segment du bord libre palpébral peut être traité chirurgicale par différentes techniques (résection pentagonale palpébrale de pleine épaisseur, fracture tarsale, marginoplastie...)